# Lightning Crashes
Lightning Crashes é uma canção do álbum Throwing Copper da banda estadunidense Live, lançado em 1994. Embora a faixa não tenha sido lançada como single nos EUA, recebeu bastante destaque nas rádios, alcançando a posição 12 na Billboard Radio Songs em 1995. A canção também chegou ao topo nas paradas da Billboard Hot Mainstream Rock Tracks durante 10 semanas e na Hot Modern Rock Tracks durante 9 semanas. A canção também foi top 40 no Reino Unido, onde foi lançada como single em vários formatos.

## Desempenho
| Tabelas musicais (1995)           | Melhor posição |
| --------------------------------- | -------------- |
| Australian Singles Chart          | 13             |
| Canadian RPM Singles Chart        | 3              |
| UK Singles Chart                  | 33             |
| U.S. Billboard Hot 100 Airplay    | 12             |
| U.S. Billboard Album Rock Tracks  | 1              |
| U.S. Billboard Modern Rock Tracks | 1              |
| U.S. Billboard Mainstream Top 40  | 6              |

### Paradas anuais
| Parada (1995)            | Posição |
| ------------------------ | ------- |
| Australian Singles Chart | 72      |

## Ligação externa
- Letras da canção no MetroLyrics